# Манжеліївська сільська рада
Манжеліївська сільська рада — колишній орган місцевого самоврядування у Глобинському районі Полтавської області з центром у селі Манжелія.
Населення сільської ради на 2001 року становить 1416 жителів.
Раді підпорядковані 3 населені пункти:
1. с. Манжелія
2. с. Вітки
3. с. Ламане

## Історія
Утворена за адмінінстративною реформою 7 березня 1923 року у складі новостворенного Манжаліївського району на базі ліквідованої Манжеліївської волості.
1928 року почали організовуватись товариства спільного обробітку землі.
У 1931 році на території сільської ради було 5 колгоспів. У 1930-ті роки створена МТС.
1928 року Манжаліївський район розформовано, населені пункти сільської ради віднесені до складу Великокринківського району, а з 2 вересня 1930 до Глобинського району.
1932–1933 рр. значна частина населення помирає від голодомору, небуло такої хати, яку оминула б смерть. Люди помирали навіть цілими сім’ями.
23 вересня 1941 року у Манжелію увійшли німці. Вони вивезли до  Німеччини з Манжелії 129 юнаків і дівчат, а всього по сільраді 169 чоловік. Відступаючи німці спалили на території Манжеліївської сільради всі громадські будівлі, у тому числі 259 хат. Понад 300 чоловік під час війни воювало з  німцями. Олексій Омелянович Чайка був  удостоєний звання Героя Радянського Союзу.
26 вересня 1943 році до Манжелії увійшли радянські війська.
2 липня 1950 року всі колгоспи Манжеліївської сільради об'єдналися в одне господарство імені Калініна. На час об'єднання в ньому налічувалось 578 дворів з населенням 1711 чоловік.
В 1967 році відкрито нове приміщення школи на 320 місць. яка працює й на даний час.
У 1960 було споруджено дільничну лікарню на 25 ліжок з хірургічним, терапевтичним, родильним та гінекологічним відділеннями. У селі працює амбулаторія з стоматологічним, фізіотерапевтичним кабінетами, працюють в селі також рентген-кабінет, клінічна лабораторія. Побудовано нове приміщення аптеки.
В 1958 — відкрито меморіальний комплекс, що складається з братської могили радянських воїнів, які загинули у 1943 році при визволенні села від німців, та пам’ятника воїнам-односельцям, що полягли на фронтах Другої світової війни.
У 1979 році створено Манжеліївський ботанічний заказник.
У 1995 році пройшло розпаювання майна та землі. Того ж року збудовано міст через річку Псел.
4 грудня 2000 року відкрито православну церкву Архангела Михаїла.

## Населення
На території Манжеліївської сільської ради розташовано 3 населені пункти з населенням на 2001 року 1416 осіб.
| № | Назва села  | 2001 чол. | 2011 чол. |
| - | ----------- | --------- | --------- |
| 1 | с. Манжелія | 1114      | 929       |
| 2 | с. Вітки    | 7         | ?         |
| 3 | с. Ламане   | 295       | ?         |
|   | всього      | 1416      | ?         |

## Економіка
Сільгосппідприємства та інші установи:
- ТОВ «Агрофірма Манжелія»
- філія «Глобинська рем. сільгосптехніка»
- фермерські господарства — 12 шт.
- Торговельні павільйони — 9 шт.
- автозаправочна станція ВАТ «КНСП»

## Освіта
Діють:
- загальноосвітня школа
- дитячий садок
- дитяча музична школа

## Медицина
Працює амбулаторія загальної практики, сімейної медицини.

## Інфраструктура
В селі є:
- телефонна станція на 40 номерів
- поштове відділення, ощадкаса, ветпункт,
- аптека
- дільнична ветлікарня

## Культура
На території сільської ради діють:
- народний хоровий колектив
- зразковий танцювальний дитячий колектив (2000р)
- Манжеліївський естрадно-драматичний колектив «Медок» (з 1994р)
- Манжеліївська телестудія (з 1994 по 2003)
- бібліотека
- діюча православна церква Архангела Михаїла (відкрита 4 грудня 2000 року)

## Архітектурні, історичні та археологічні пам’ятки
- У 1993 році на місцевому кладовищі встановлено хрест в пам'ять жертв голодомору.
- На території «Сільгосптехніки» знаходиться пам’ятник трудової слави: автомобіль ЗІС.
- На землях сільської ради знаходяться 2 групи курганів.
- Манжеліївський ботанічний заказник — місце зростання цінних рослин, ряд яких занесено до Червоної книги України. Площа 5 гектар.

## Особистості
- Чайка Олексій Омелянович — Герой Радянського Союзу.[3]
- Василенко Борис Михайлович — генерал
- Чорноволенко Олексій Гнатович — підполковник, кандидат військових наук
- Кочубей Валентина Якимівна — науковий співробітник Донецького науково-дослідного інституту хімії